# Bluegrass Albums
De Bluegrass Albums (ook wel Top Bluegrass Albums) is een hitlijst die gepubliceerd wordt door Billboard. De lijst omvat statistieken van muziekalbums uit het genre Bluegrass, die populair zijn in de Verenigde Staten. De gegevens zijn gebaseerd op verkoopcijfers, die samengesteld zijn door Nielsen SoundScan.